# Керований стабілізатор

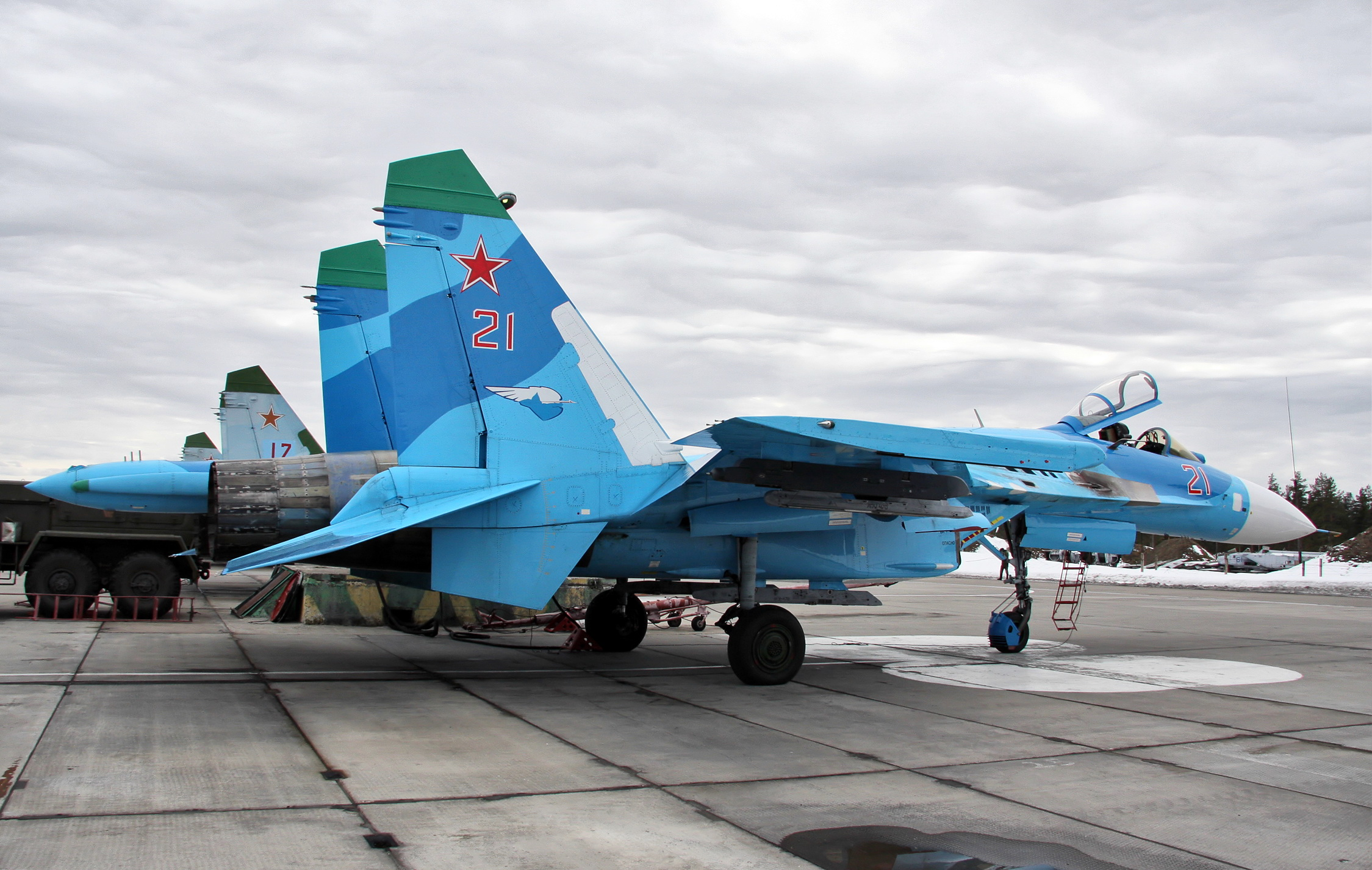
Суцільно-поворотне ГО Су-27.

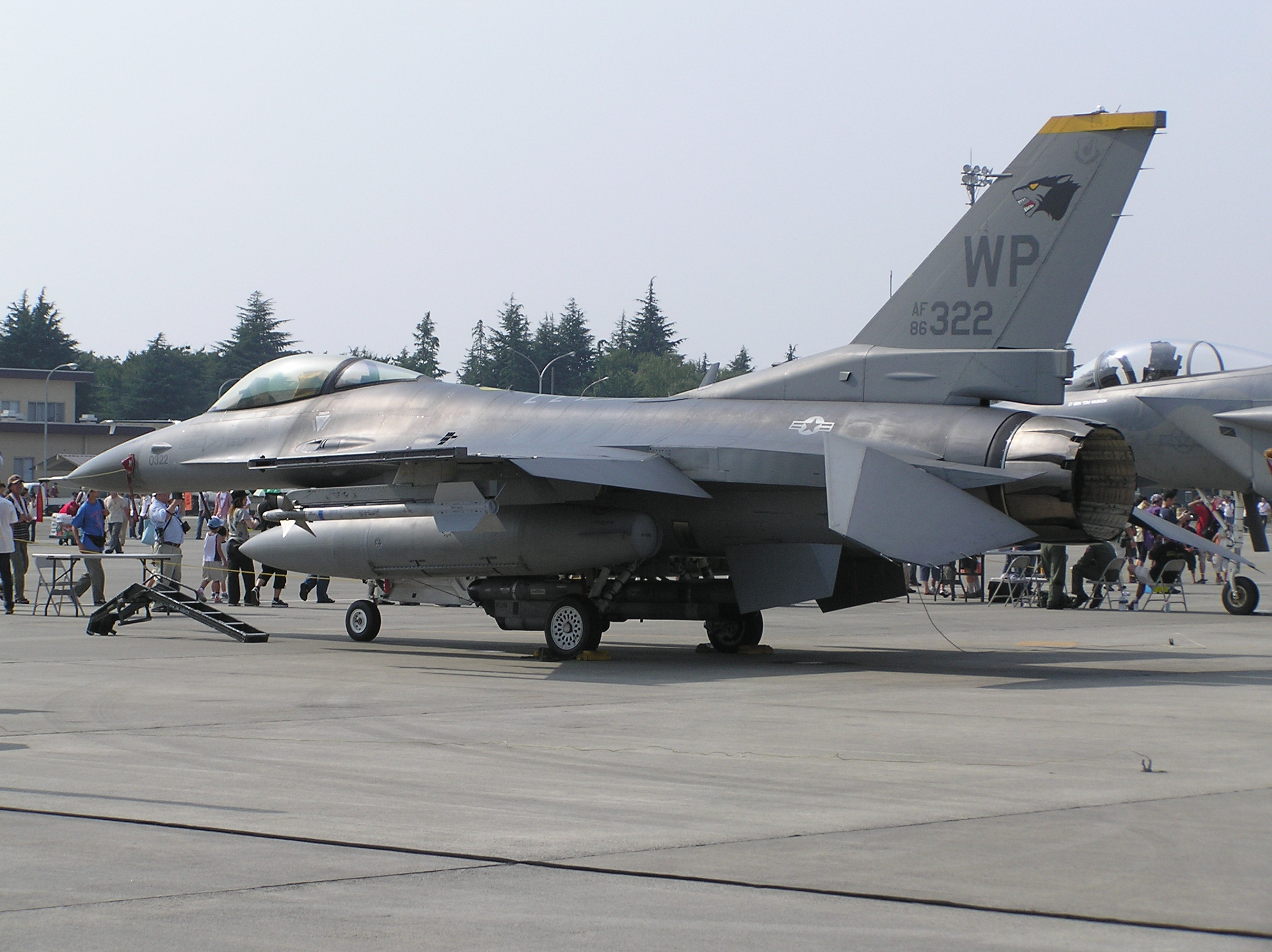
Керований стабілізатор F-16.

Суцільно-поворотне горизонтальне оперення або керований стабілізатор — горизонтальна поверхня оперення літального апарата, яка повністю відхиляється. Дане рішення застосовується на надзвукових літальних апаратах і викликано різким зниженням ефективності рулів висоти на надзвукових швидкостях польоту.

## Історія
У 1942 році був побудований літак БІ-1 з РРД. Він мав пряме трапецієподібне крило і оперення. Конструктори припускали експлуатацію літака на швидкостях 800—1000 км/год. Однак у 1943 році в польоті на швидкості понад 800 км/год літак перейшов в пікірування і розбився, льотчик-випробувач Бахчиванджі загинув. Пізніше це явище було вивчено в аеродинамічній трубі Т-106 ЦАГІ. Виявилося, що при досягненні місцевого числа Маха = 1 при обтіканні профілю виникає стрибок, і обтікання змінюється. Якщо на дозвукових швидкостях відхилення руля висоти призводило до зміни тиску на всій поверхні горизонтального оперення, то після виникнення стрибка — тільки на поверхні руля. При цьому потрібно набагато більша балансувальна сила на горизонтальному оперенні, так як положення аеродинамічного фокуса змінюється на пікірування.

## Конструкція
Половини стабілізатора управляються за допомогою силових бустерів (гідропідсилювачів). При синхронному відхиленні половин стабілізатор працює в режимі керма висоти. Також часто реалізується можливість відхилення половин стабілізатора диференціально (це називається в режимі «вилка» або «ножиці»), тоді стабілізатор працює в управлінні креном.
Вісь обертання керованого стабілізатора може бути перпендикулярною до площини симетрії літака або розташовуватися під кутом до неї.
Положення осі обертання обирається так, щоб зусилля від шарнірного моменту на до — і надзвукових швидкостях польоту були мінімальними. Кріплення керованого стабілізатора до фюзеляжу виконується за допомогою вала і двох підшипників.
Можливі дві схеми кріплення:
- схема вала — вал жорстко закріплений на керованому стабілізаторі, а підшипники кріпляться на фюзеляжі,
- схема осі — вісь закріплена нерухомо на фюзеляжі, а підшипники встановлені на керованому стабілізаторі.

У схемі вала (вал закріплений на стабілізаторі) необхідно забезпечити передачу на вал перерізуючої сили, згинального моменту та моменту кручення, якщо качалка управління закріплена на валу.
Якщо качалка управління в схемі валу кріпиться на кореневій посиленій нервюрі стабілізатора, то нервюра збирає весь крутний момент з замкнутого контуру стабілізатора. У цьому випадку крутний момент на вал не передається. При такій схемі кріплення зазвичай використовується лонжеронна схема стабілізатора, так як при кесонній схемі передача згинального моменту з силових панелей на вал викликає конструктивні труднощі.
У схемі осі (вал закріплений на фюзеляжі) підшипники кріпляться на посилених нервюрах стабілізатора, пов'язаних з його поздовжніми стінками. На зовнішній підшипник передається вся перерізуюча сила консолі, а згинальний момент парою сил передається на зовнішній і внутрішній підшипник. Таким чином, на зовнішньому підшипнику відбувається підсумовування двох зусиль.
У схемі осі досить просто забезпечується передача згинаючого моменту і при кесонній або моноблочній конструкції стабілізатора. У цьому випадку силові панелі стабілізатора спереду і ззаду спираються на поздовжні стінки, які біля кореня сходяться до внутрішнього бортового підшипника. Відповідно ширина силових панелей і зусилля в них від вигину стабілізатора змінюються від максимальної величини над зовнішнім підшипником до нуля над внутрішнім підшипником. В результаті згинальний момент кесона стабілізатора врівноважується реакціями підшипників. Гойдалка управління в такому стабілізаторі зазвичай встановлюється на кореневій посиленій нервюрі стабілізатора. Подібний принцип передачі згинального моменту можна використовувати і при кесонній схемі стабілізатора з рухомим валом. У цьому випадку зовнішній кінець вала повинен спиратися на силову нервюру, пов'язану зі стінками кесона.